# 해부 (생물학)
해부(解剖, 영어: dissection)는 해부학적 구조를 연구하기 위해 죽은 동물이나 식물의 몸을 절단하는 것이다. 이 용어는 "조각을 자르다"라는 의미의 라틴어 "dissecare"에서 유래하였으며, 해부(영어: anatomization)라고도 한다. 부검은 병리학 및 법의학에서 사람의 사망 원인을 파악하는 데 사용된다. 식물이나 폼알데하이드 용액에 보존된 작은 동물의 간단한 해부는 일반적으로 중학교 및 고등학교 생명과학 및 자연과학 수업에서 수행되거나 시연된다. 반면에 의과대학의 의대생들은 해부학, 병리학, 법의학과 같은 과목을 배우기 위해 보존된 성인 및 어린이의 사체를 전문적으로 해부한다. 결과적으로 해부는 보통 영안실이나 해부학 실험실에서 수행된다.

## 같이 보기
- 해부

- 생체 해부(vivisection)
- 시범해부(prosection)

- 법과학
- 안드레아스 베살리우스

## 더 읽을거리
- C. Celsus, On Medicine, I, Proem 23, 1935, translated by W. G. Spencer (Loeb Classics Library, 1992).